# کلاینشوابهاوزن
کلاینشوابهاوزن (به آلمانی: Kleinschwabhausen) یک شهر در آلمان است که در وایمارر لاند واقع شده‌است. کلاینشوابهاوزن ۲۶۳ نفر جمعیت دارد.